# Henryk Arctowski
Henryk Arctowski est un géologue, océanographe et météorologue polonais, né à Varsovie le 15 juillet 1871 et mort le 21 février 1958. 

## Biographie
Il fait ses études en Belgique à l'université de Liège en chimie et géologie. Il poursuit ensuite sa formation à Paris. Il fait partie de l'expédition polaire belge d'Adrien de Gerlache qui réussit le premier hivernage dans l'Antarctique (1897-1899) à bord de la Belgica.
En 1910, il émigre aux États-Unis où il devient expert scientifique à la New York Library. En 1920 il rentre en Pologne pour prendre la direction de l'institut de géophysique et de météorologie de l'université de Lviv. En 1939 il retourne aux États-Unis à la Smithsonian Institution à Washington. Il meurt en 1958.

## Reconnaissance
Son nom a été donné à plusieurs lieux. Depuis 1977, une base polonaise sur l'île du Roi-George en Antarctique porte son nom, ainsi que la péninsule Arctowski.

## Publications
- - Résultats de Voyage du S. Y. Belgica, en 1897-1898-1899. Géologie : Les Glaciers. Glaciers actuels et Vestiges de leur ancienne extension. Expédition antarctique belge (Paperback), éd. Henryk Arctowski, Anvers, 1908, Imprimerie J.-E. Buschmann
  - Résultats de Voyage du S. Y. Belgica, en 1897-1898-1899. Océanographie : Les Glaces, Glace de Mer et Banquises. Expédition antarctique belge, éd. Henryk Arctowski, Anvers, 1908, Imprimerie J.-E. Buschmann
  - Journal des aurores polaires observées pendant l'hivernage de la Belgica
  - Relations thermiques : rapport sur les observations thermométriques faites aux stations de sondages. Imprimerie J.E. Buschmann (Anvers), 1908. Texte disponible en ligne sur LillOnum.